# Anarhizam
Anarhizam je politička filozofija i pokret usmjeren na odbacivanje bilo kakva oblika ustrojstva (hijerarhije) i vlasti. Anarhisti obično pozivaju na ukidanje države koju smatraju nasilnom, nepotrebnom i štetnom po definiciji. Zbog svojega naglaska na sustavnoj kritici ekonomije i društva, anarhistička je misao povezana sa socijalizmom i antikapitalizmom.
Najstariji poznati anarhisti poput Zenona Kitijskog djelovali su na području Stare Grčke još u 3. st. pr. Kr. Anarhizam poprima na značaju i snazi nakon industrijske revolucije i razvoja kapitalizma u ranom 19. st. kada postaje svjetski pokret zajedno s razvojem socijalizma. Krajem 19. i početkom 20. st. anarhizam postaje utjecajan u raznim djelovima svijeta i povezan s borbom za radnička prava i demokraciju. Anarhisti su predvodili nekoliko revolucija, od kojih je najpoznatija ona u Španjolskome građanskom ratu. Neuspjehom totalitarnih režima poput Sovjetskoga saveza, Narodne republike Kine i drugih u uspostavljanju socijalizma, u anarhizmu u 21. stoljeću dolazi do pojave novih struja (poput eko- tj. zelenog anarhizma).

## Etimologija
Termin anarhizam je izveden iz grčke riječi αναρχία ("bez vladara"). Stoga je anarhizam, u svom najširem značenju, vjerovanje da su svi oblici vladavine (i prisilnog rada) nepoželjni i da bi trebali biti ukinuti (uključujući državni represivni aparat: vojsku, sudstvo, policija, tajne službe, itd.) te predstavlja izvanparlamentarni, protustranački i anacionalni pokret.  
Prvi politički filozof koji se nazivao anarhistom bio je Pierre-Joseph Proudhon (1809. – 1865.), čime se formalni nastanak modernog anarhizma svrstava u prvoj polovici 19. st. Od 1890.-ih pa nadalje često se kao sinonim za anarhizam koristi termin libertarijanizam ili slobodarstvo. Neki anarhisti koriste termin libertarijanski socijalizam kako bi izbjegli negativne asocijacije anarhizma i naglasili njegovu povezanost sa socijalizmom. Matthew S. Adams i Carl Levy pišu kako termin anarhizam "opisuje anti-autoritarno krilo socijalističkog pokreta". Noam Chomsky opisuje anarhizam, uz libertarijanski marksizam, kao "slobodarsko krilo socijalizma". Daniel Guérin piše:
Anarhizam se time često opisuje kao skup političkih filozofija koji se protivi nametnutim i prisilnim hijerarhijama (pa time i kapitalizmu, nacionalizmu, državi i sličnim autoritarnim institucijama) u društveno-ekonomskom djelovanju s ciljem zajednice osnovane na decentralizaciji, temeljnim slobodama i samoupravljanju.

## Teorija
Uz različite "dodatke" riječ anarhizam opisuje pojedine struje unutar anarhističkog pokreta, npr. anarhosindikalizam, anarhoprimitivizam, anarhoindividualizam, eko-anarhizam, anarhofeminizam, anarhokomunizam i druge.
Kolektivistički anarhizam je oblik anarhizma koji se preklapa s mnogim socijalističkim teorijama i spoznajama, a često je povezan s Mihailom Bakunjinom. Kolektivistički anarhisti zagovaraju kolektivno vlasništvo nad sredstvima za proizvodnju, ako potrebno kroz revoluciju, i nadoknađivanje radnikova rada na osnovi broja sata provedenih radeći.
Anarhokomunizam je grana komunizma koja zagovara komunističko društvo sa zajedničkim vlasništvom nad sredstvima za proizvodnju, direktnu demokraciju, samoupravljanje i horizontalno uređenu mrežu slobodnih asocijacija, radničkih vijeća i kooperativa, s proizvodnjom i raspodjelom na osnovi "Od svakoga po sposobnosti, za svakoga po potrebi". Anarhokomunizam se razvio iz radikalnih socijalističkih struja nakon Francuske revolucije, i biva na kraju okupljen radom Pjotra Kropotkina, čije se teorije uvelike podudaraju s onima Karla Marxa. Anarhosindikalizam je grana anarhizma koja vidi sindikate kao potencijalno revolucionarnu silu koja bi zamijenila kapitalizam s novim društvom samoupravnih radnika. Osnovi anarhosindikalizma su direktna akcija, klasna solidarnost i radničko samoupravljanje.
Samo anarhističko objašnjenje tih naziva se očituje kroz definiranje anarhizma kao političke ideje i filozofije, odnosno metode kojom će se doći do cilja - anarhije (ili komunizma ovisno o struji). Kako je anarhisti vide, anarhija predstavlja društvo u kojem centraliziranu vlast i monopol nad nasiljem i moći zamjenjuje samoorganizacija, samoupravljanje, ravnopravna i pravedna distribucije svih proizvoda, ukratko, društvo u kojem svaka osoba može zadovoljiti svoje osnovne i sve ostale potrebe u maksimalnoj mjeri, a da pri tome ne radi na štetu drugih. Ideja o anarhističkom društvu bazirana je na manjim decentraliziranim, ali povezanim, zajednicama. Unutar takvih zajednica je puno lakše donositi zajedničke odluke, te je jednostavnije i efikasnije uskladiti različite želje i potrebe. To je ujedno i jedan od osnovnih uvjeta anarhizma - ideja da svatko mora u potpunosti ostvariti svoje potrebe i da svatko mora biti u mogućnosti sudjelovati u procesu odlučivanja vezano za odluke koje se njih dotiču.
U anarhističkom društvu takve zajednice bi se mogle udruživati, surađivati, međusobno koordinirati, zajednički odlučivati na ravnopravnoj razini i po principu mreže, naspram piramide kao što je to slučaj kod državne organizacije društva u kojem postoji hijerahija autoriteta i otuđenje vlasti kroz predstavnike. Zajednice ljudi bi se organizirale prema osobnim afinitetima i prema lokalnim potrebama, vezano uz proizvodnju, stanovanje, prijevoz, ili bilo koji drugi dio života. Njihovu povezanost uvjetovale bi potrebe, a obavljanje poslova unutar njih olakšalo bi mogućnosti pojedinca i zajednice da rješava njima važna pitanja i probleme.
Anarhizam se protivi današnjoj društvenoj strukturi i organizaciji koja uvjetuje postojanje države, te smatra da institucija države svoje postojanje bazira na toj strukturi i organizaciji, koja je autoritarna, hijerarhijska, patrijarhalna i strogo kontrolirana. Anarhistička kritika često ističe da čak i tzv. "liberalna" država prakticira visoku razinu kontrole i to na više načina; s jedne strane, država mora voditi računa o tome da se autoritet ne dovodi u pitanje (npr. nedopustiva je neposlušnost, neplaćanje poreza, ekonomsko i političko organiziranje koje nije povezano s državom i sl.), dok s druge strane, pazi na to da se održi privid individualne moći svake osobe u procesu odlučivanja, pa se tako svake četiri godine održavaju izbori, koji se također događaju u strogo kontroliranim uvjetima. Anarhisti smatraju da je uvijek riječ o istoj klasi ljudi, političkoj i ekonomskoj eliti, kojoj njihov položaj u društvu dozvoljava sudjelovanje u utrci do pozicija moći.
Anarhistički odnos prema društvu je potpuno suprotan. U anarhizmu, moć ne bi nitko posjedovao i svi bi posjedovali moć, ne moć nad nekim, već moć ispunjavanja svih svojih potreba, moć zajedničkog djelovanja i odlučivanja o svom životu.
Anarhizam se ne protivi organizaciji, već predstavlja jedan oblik horizontalne organizacije, u kojem se odluke donose direktnom demokracijom ili konsenzusom za razliku od sustava parlamentarne demokracije kakav poznajemo danas. 
Iako se svi anarhisti slažu u osnovnim vrijednostima anarhizma, razilaze se u pitanjima kao što su npr. upotreba nasilja, odnosno nenasilja u svrhu ostvarivanja određenih ciljeva, što možemo vidjeti u razlikama između ideje o propagandi djelom tj. političkih atentata na razne političare koje je anarhistički pokret naposljetku odbacio, te ideji anarhopacifizma i nenasilnog otpora kakvog je propagirao kršćanski anarhist Lav Tolstoj. Uz ovo i dan danas aktualno pitanje, anarhiste razjedinjuju različitost ideje organizacije života, kao npr. ona što zagovaraju anarhosindikalisti nasuprot onoj o povratku primitivnim zajednicama koju zagovaraju anarhoprimitivisti. Pitanje seksizma u anarhističkom pokretu aktualizira anarhofeminizam.

## Povijest
Anarhizam povlači svoje korjene još nastankom prvih civilizacija, pa time i prvih država. Najstariji poznati anarhisti poput Zenona Kitijskog djelovali su na području grčke još u 3. st. prije nove ere. Anarhizam poprima na značaju i snazi nakon industrijske revolucije i razvoja kapitalizma u ranom 19. st. kada postaje svjetski pokret zajedno s razvojem socijalizma. 
Iako je u ljudskoj povijesti bilo brojnih ostvarenja društava i organizacija baziranih na anarhičnim principima, Pariška komuna iz 1871. je bila vjerojatno prvi pokušaj anarhične društvene organizacije koji je globalno odjeknuo; kao što je komentirao Mihail Bakunjin, jedan od velikih povijesnih mislilaca anarhije, a služila je i kao inspiracija za Karla Marxa koji ju opisuje kao prvi primjer diktature proletarijata. Još jedan od konkretnih i opširnih ostvarenja anarhičnih principa u društvu bio je Španjolski građanski rat, za vrijeme kojeg su radnici, često kao članovi anarhosindikalističkih organizacija kao što je Confederación Nacional del Trabajo (CNT: Konfederacija nacionalnog rada) i Federación Anarquista Ibérica (FAI: Federacija anarhista Iberije) u Kataloniji i Aragoniji, dokazali djelotvornost samouprave javnog prijevoza i proizvodnih poduzeća - industrijskih, kao i poljopriverednih: preko horizontalnih skupština su bile ostvarene kolektivizacije zemlje zaplijenjene od veleposjednika. U nekim je slučajevima čak bilo ukinuto privatno vlasništvo i novac. Anarhističke mjere su, međutim, bile nasilno prekinute zbog ratnog poraza; naime osim što su se borili protiv nacionalista i fašista pod vodstvom Franciska Franca (koji su imali i podršku fašističke Italije i nacističke Njemačke), anarhisti su se morali čuvati i Komunističke partije, koja je imala podršku od Staljina s izričitom zabranom naoružanja anarhista i s naredbom da se sabotiraju postignuća anarhičnih organizacija i pojedinaca.
Bilo je, međutim vrlo bitno i iskustvo Mahnovščine, tj. pobunjeničke Ukrajine pod vodstvom seljačkog generala Nestora Ivanoviča Mahna i Kronstadtskog otpora u Rusiji. Oba ova otpora su bili slomili i izbrisali boljševici i njihova Crvena armija kojom je zapovijedao general Lav Trocki.

## Anarhizam u Hrvatskoj
Vidi članak: Anarhizam u Hrvatskoj
Anarhističke struje se u Hrvatskoj javljaju početkom 20. st., i sudjeluju u brojnim štrajkovima i skupovima. Tijekom Drugog svjetskog rata sudjeluju u Narodnooslobodilačkom otporu okupaciji Hrvatske.
U poslijeratnoj Jugoslaviji anarhisti bivaju, kao i druge političke struje skeptične novog režima, progonjeni i utišani. Osamdesetih godina 20. stoljeća u Zagrebu nastaje, najprije bezimena, grupa anarhističkih tendencija koja kasnije mijenja nekoliko imena - Train Toilet Band, Svarun i na kraju Autonomija. Aktivnosti te grupe su se ograničavale na performanse i male demonstracije, primjerice tzv. "Prazne demonstracije" na kojima su članovi grupe ismijavali politiku održavajući "prazne govore" (govornik nije ništa izgovarao) i dijeleći prazne letke. Grupa se raspada početkom devedesetih.

## Kritika anarhizma
Teorija i praksa anarhizma bila je kontroverzna otkada se proširila u 19-om stoljeću. Neke kritike došle su od skupina kojima se anarhizam suprotstavlja, kao što su vlade. Ostale kritike dolazile su od nekih anarhista ili političkih pokreta koji dijele slične ciljeve s anarhističkim, kao što je marksizam. Mnogi su ispitivali idealističku prirodu anarhizma, sumnjajući u njegovu praktičnu primjenu u stvarnome svijetu. Isti naglašavaju da nije moguće uspostaviti održivu anarhističku anti-državu. Neki sociolozi smatraju da se hijerarhija pojavila istovremeno s ljudskom civilizacijom, iako drugi tvrde da su mnoga domorodačka društva velikim dijelom bila egalitaristička.

## Anarhisti u umjetnosti

### Glazba
- punk
  - crust
  - grind
  - alternative rock (alternativa)
  - hardcore
  - novi val
  - ska
  - dub
  - pop
  - techno
  - digital hardcore

### Film
- - Klub boraca (Fight Club, 1999, David Fincher)
  - Roko i Cicibela (napisao Miljenko Smoje)
  - V for Vendetta
  - Simple Men (napisao Hal Hartley)
  - Anarchy in L.A. (producent Otto Nomous)
  - Anarchists (Yu Yong-Sik)
  - Eros Plus Massacre (Yoshishige Yoshida)
  - Libertarias (Vicente Aranda)
  - Land and Freedom (Ken Loach, Jim Allen)

### Književnost
- - Alfredo Bonanno
  - Lav Nikolajevič Tolstoj (osnovao novi pokret u anarhizmu - kršćanski anarhizam).
  - Janko Polić Kamov
  - Toma Bebić
  - Miljenko Smoje
  - Hrvoje Jurić
  - Jaroslav Hašek
  - Jane Doe
  - Graham Purchase
  - Hans Magnus Enzensberger
  - Donald Rooum
  - Voltairine de Cleyre
  - Emile Zola
  - Oscar Wilde
  - Henry Miller
  - William Godwin
  - André Breton
  - Alexander Berkman
  - Albert Camus
  - Mihail Bakunjin
  - Emma Goldman
  - Petar Kropotkin
  - Errico Malatesta
  - Daniel Guerin
  - Angel J. Cappelletti
  - Elisee Reclus
  - Robert Paul Wolff
  - Noam Chomsky
  - Bob Black
  - William Godwin
  - Max Stirner
  - Pierre-Joseph Proudhon
  - Johann Most
  - Gustav Launder
  - Nestor Mahno
  - Max Nettlau
  - Rudolf Rocker
  - Murray Bookchin
  - Clifford Harper
  - Henry David Thoreau
  - Saul Newman
  - Fredy Perlman
  - Roy San Filippo
  - Hakim Bey

## Vanjske poveznice
Hrvatski:
- ContraInfo
- A Tabula Rasa  Arhivirana inačica izvorne stranice od 2. siječnja 2014. (Wayback Machine)
- Fenjer  Arhivirana inačica izvorne stranice od 9. ožujka 2013. (Wayback Machine)
- Ispod pločnika  Arhivirana inačica izvorne stranice od 24. travnja 2013. (Wayback Machine)
- Što čitaš? Anarhistička izdavačka kuća (hrv.)
- Mreža anarhista (MASA) (hrv.)
- Mreža anarhosindikalista i anarhosindikalistkinja MASA (hrv.)
- Centar za anarhističke studije  Arhivirana inačica izvorne stranice od 16. travnja 2020. (Wayback Machine) Vijesti iz područja anarhizma, teorija i praksa, biografije anarhista, povijesni događaji...(hrv.)
- Anarhosindikalistička Inicijativa Službena prezentacija ASI, aktualne vijesti, forumi...(srp.)
- Anarhistička biblioteka
- Libertarijanska ljevica Anarhosindikalistička aktivistička grupacija

Engleski:
- Act for freedom now!
- Anarchist News
- 325 Magazine
- The Anarchist Library
- An Anarchist FAQ